# Sigurd Jorsalafare
Sigurd Jorsalafare, Sigurd Jorsalafar eller Sigurd I Magnusson, född 1090, död 26 mars 1130, son till Magnus Barfot, var kung av Norge från 1103 till sin död. Han var gift med Malmfrid av Kiev.

## Biografi
Efter faderns död samregerade Sigurd några år med sina halvbröder Olav och Öystein Magnusson. Efter dessas död (1115 resp. 1123) var han ensam kung. Sitt binamn fick han efter ett kors- och pilgrimståg till Jerusalem 1108–1111. Legenden säger att han tog med sig ett relikskrin från Jerusalem, som innehöll en flisa från Kristi kors och att han gav detta till staden Konghelle (Kungahälla). Kungahälla ska enligt Snorre Sturlasson under Sigurds regeringstid ha växt till att bli en av de viktigaste norska städerna. Skrinet med reliken ska ha plundrats när venderna anföll och brände staden 1135. 
Enligt traditionen gjorde Sigurd även korståg till Sverige 1123 mot de hedniska smålänningarna där, kallat Kalmare ledung.
Efter Sigurds död delades regerandet mellan sonen Magnus, och hans fars påstådde irländske son Harald.

## Barn
1. Magnus Sigurdsson (utomäktenskaplig).
2. Kristin Sigurdsdotter, mor till Magnus Erlingsson.